# میدان باغجی‌لار (متروی استانبول)
میدان باغجی‌لار (انگلیسی: Bağcılar Meydan) یکی از ایستگاه‌های شاخه بی خط ام۱ متروی استانبول است.
این ایستگاه که در منطقه باغچیلار قرار دارد در سال ۲۰۱۳ تاسیس شده‌است.